# Lluís de Carbonell i de Ferràs
Lluís de Carbonell i de Ferràs   (Morellàs i les Illes - província de Barcelona, 1795), primer baró de Guia Reial i primer marquès de la Quadra, va ser un militar i noble català a les ordres del rei Ferran VI d'Espanya.

## Biografia
Com a militar, va ser tinent coronel de Dragons. Procedia d'una família de militars: El seu pare, Josep Carbonell, coronel d'infanteria, va fer de guia al rei Felip V el 1706, quan es va aixecar el setge de Barcelona. I el seu ascendent, Pere Carbonell, havia estat honrat per Ferran el Catòlic, el 23 de febrer del 1481, amb el Privilegi de Generós, pels seus mèrits en l'alliberament de la reina Joana Enríquez, que es trobava assetjada a Girona.
Pels seus mèrits militars, així com pels mèrits del seu pare i avantpassats, Lluís Carbonell i de Ferràs va obtenir del rei Ferran VI d'Espanya els títols de baró de Guia Reial, el 12 de desembre del 1752, i marquès de la Quadra, el 31 de març del 1757, amb el vescomtat previ de Sant Agustí.
Com a polític, fou regidor degà de la ciutat de Barcelona.